# Ribe Håndboldklub
Ribe Håndboldklub er den lokale håndboldklub i Ribe. Klubben spiller i 3. division. Klubben blev stiftet d. 1. oktober 1956. Fra 1956 til 1974 havde holdet hjemmebane i Ribehallen og fra 1974 i Ribe Fritidscenter med plads til 2200 tilskuere heraf 550 siddende. Klubbens største resultat på herresiden er en 3.-plads i 1987 i den daværende 1. division.
Ribe HK indgår nu overbygningssamarbejdet Ribe-Esbjerg HH, som spiller i Herrehåndboldligaen fra sæsonen 2012-13.